# Coca-Cola Tigers
I Coca-Cola Tigers sono stati una franchigia filippina di pallacanestro.
Così come il resto delle formazioni appartenenti alla lega PBL, la franchigia non rappresenta alcuna città mentre i propri incontri casalinghi sono disputati in una delle diverse strutture noleggiate dalla lega e dislocate sul territorio.
In principio la squadra era stata creata, nel 1990, con la denominazione Pop Cola Panthers. Nel 2001 tuttavia la Republic Flour Mills vendette la sua sussidiaria COSMOS Bottlers Corporation all'industria di cibo e bevande San Miguel Corporation: a seguito di quest'operazione anche la franchigia cestistica venne assorbita e prese così la nuova denominazione Coca-Cola Tigers.
Nel palmarès della franchigia c'è una vittoria della All-Filipino Cup (2002) e una della Reinforced Conference (2003).